# اومارو دیابی
اومارو دیابی (انگلیسی: Oumarou Diaby؛ زادهٔ ۱۴ نوامبر ۱۹۸۷) بازیکن فوتبال اهل فرانسه است.